# Universidad Nacional de Tres de Febrero (voleibol)
O Universidad Nacional de Tres de Febrero,  é um time de argentino de voleibol da cidade de Villa Lynch. O time masculino atualmente disputa a Liga A1 Argentina.

## Histórico
Fundado em 2011, estreou na Liga A2 Argentina de 2011-12 e ao conquistar o título alcançou a promoção a elite nacional  e já defenderam suas cores Gastón Giani, Sebastián Firpo, Santiago Darraidou, Pablo Bengolea,  e outros que representaram a nova safra de jogadores na ocasião: Facundo Imhoff, Nicolás Méndez, Tomás Ruiz e Bruno Romanutti.
Estreante na Liga A1 Argentina de 2012-13 finalizou na décima primeira posição, mesma colocação obtida na temporada 2013-14, neste período avançou as semifinais da Copa ACLAV.Nas competições de 2014-15 terminou em sétimo na Liga A1 Argentina, na edição da jornada 2015-16 sob o comando de Marcos Milinkovic termina em nono e conquista o terceiro lugar na Copa Máster de 2015e conquista o título da Copa Argentina de 2016;no período de 2016-17 termina em décimo na Liga A1 Argentina e na quarta posição na Copa Máster de 2016
Um trabalho social, além de clínicas desportivas, cursos e outras ações nas diversas instituições educativas e formativas na capital, na grande metrópole e interior provincial e em 2016 abrangeu tais ações na região de Pergamino, totalizando beneficiando mais de 6 mil crianças tanto as seletivas quanto na recreação.Disputou as partidas no Club AFALP (2011-12)m depois o mando de jogo ocorreram no Estadio Bicentenario de Morón (2012-13 e 2013-14), e na temporada 2014-15 a 2016-17 passou ocupar o CeDeM Nº2 de Caseros, tornando acessível a popula~]ao de Tres de Febrero no departamento de voleibol da universidade.
Nas competições de 2017-18 foi semifinalista na Copa Máster e inaugurou seu próprio estádio na sede do Campus Villa Lynch. também modificou de treinador, contratando Juan Manuel Barrial e conquistou o título da Copa Desafio em Santa Fe e terminou na nona posição na Liga A1 Argentina.
A universidade também promove atividades amadoras e totalmente gratuita e aberta ao público, por meio da Secretaria de Extensão da mesma, até o momento já defenderam as cores do time mais de 300 atletas, a partir de 2015 inaugurou o departamento feminino de voleibol que competindo a nível inferior metropolitano, adicionando o voleibol sentado, também já foi premiado como o Prêmio Fair Play na Liga A1 Argentina, premiadada também como melhor gestão de identidade (em duas ocasiões) e melhor imprensa.Em 2018 disputou o qualificatório para a primeira edição da Copa Libertadores de Voleibol de 2018-19

## Títulos conquistados
0 Campeonato Sul-Americano de Clubes
 0 Campeonato Argentino A1
 1 Campeonato Argentino A2
- Campeão:2011-12

 Copa Máster
- Terceiro posto:2015-16
- Quarto posto:2016-17

 1 Copa Argentina
- Campeão:2015-16

 1 Copa Desafio
- Campeão:2017-18

 0 Copa ACLAV
- Quarto posto:2013-14